# Stoffwechselweg
Unter Stoffwechselwegen (englisch metabolic pathways) versteht man die Auf-/Ab- und Umbauprozesse in den Zellen. Bei Stoffwechselwegen handelt es sich um die definierte Abfolge biochemischer Reaktionen, meist von Enzymen katalysiert. Ein Stoffwechselweg entspricht einem einfachen biologischen Prozess, wobei die Abgrenzung zu diesem Begriff fließend ist. 1995 vereinigte Donald Nicholson alle bis dahin bekannten Stoffwechselwege in seinem Metabolic Pathway Chart. Die Abfolge der zeitlichen Aktivität der Gene für die an den einzelnen aufeinander folgenden biochemischen Umsetzungen im Stoffwechselweg beteiligten Enzyme, welche eine Art „Enzymkaskade“ bilden, wird als Genwirkkette bezeichnet. Sie ist ein Ergebnis der Genregulation. Ein Beispiel für eine solche Genwirkkette ist die Blutgerinnung.

## Stoffwechselwege, geordnet nach Funktion

### Wege der Zellatmung
- Fettsäureoxidationen (z. B. α- oder β-Oxidation)
- Cori-Zyklus
- Glykolyse (formale Umkehr: Gluconeogenese)
- Anaerobe Atmung
- Citratzyklus
- Glyoxylatzyklus
- Atmungskette (Oxidative Phosphorylierung)
- Q-Zyklus

### Andere Wege
- Cholesterinbiosynthese
- Pentosephosphatweg
- Porphyrinsynthese (oder Hämsynthese)
- Harnstoffzyklus
- Fettsäuresynthese

## Biochemische Zyklen

Allgemeines Schema des Citratzyklus'

Stoffwechselwege sind Reaktionsfolgen, in die Metabolite eintreten und denen solche entnommen werden können. Oftmals verlaufen Stoffwechselwege zyklisch, das Anfangsprodukt des Stoffwechselwegs ist dann auch das Endprodukt. Der Ringschluss erfolgt durch Regenerierung oder Nachlieferung des Startmoleküls. Bekanntestes Beispiel: Citratzyklus, die „Drehscheibe des Stoffwechsels“, in dem anabole und katabole Wege der Kohlenhydrate, Proteine und Fette zusammenlaufen. Viele dieser Zyklen wurden nach ihren Entdeckern benannt (Namensreaktionen) und repräsentieren damit ein Stück Biochemie-Geschichte.
Calvin-Zyklus
- lichtunabhängige Reaktion (Dunkelreaktion) der Photosynthese, in der aus fünf Molekülen einer C3-Verbindung (3-Phosphoglycerat) drei Moleküle des CO2-Akzeptors Ribulose-1,5-bisphosphat, regeneriert werden

Citratzyklus
- Endabbau einer C2-Verbindung (aktivierte Essigsäure = Acetyl-CoA) unter Bildung von CO2 und GTP sowie den Reduktionsäquivalenten NADH,H+ und FADH2, die in der Atmungskette unter Bildung von H2O oxidiert werden

Cori-Zyklus
- Wege des Glukose-Metabolismus unter Beteiligung von Leber und Skelettmuskel

Harnstoff-Zyklus
- Ammoniak-Entgiftung in der Leber durch einen Metabolite-Zyklus zwischen Mitochondrien und Cytosol

Hatch-Slack-Zyklus
- C4-Dicarboxylatweg über zwei Zelltypen der C4-Pflanzen

Lynen-Zyklus (Syn. HMG-CoA-Zyklus)
- Bildung von Ketonkörpern (Acetacetat und Folgeprodukte) bei Hunger und vermehrt bei gestörtem Kohlenhydratstoffwechsel (z. B. Diabetes mellitus)

Pentosephosphatzyklus
- Auf- und Abbau von Pentosephosphaten und Bildung von NADPH. Der Pentosephosphatzyklus spielt in den roten Blutkörperchen eine wichtige Rolle.

Q-Zyklus
- zyklischer Elektronenfluss am Komplex III der Atmungskette; Verdopplung der Energieausbeute

Substratzyklus
- Leerlaufzyklus durch wiederholte Phosphorylierung/Dephosphorylierung eines Metaboliten. Regulatorische Funktion; mögliche Bedeutung bei Wärmeerzeugung

## Genwirkkette

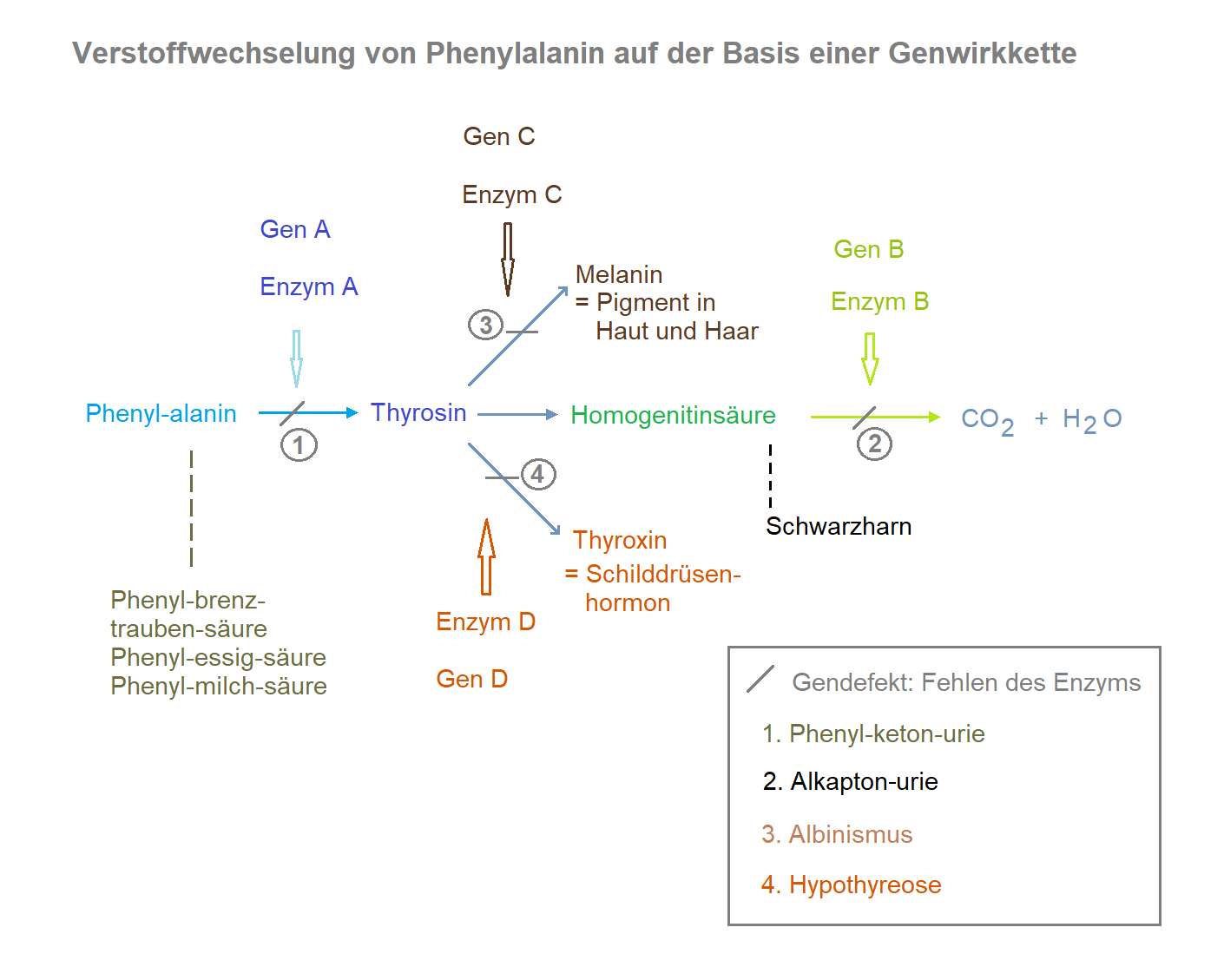
Beispiel einer Genwirkkette: Verstoffwechselung von Phenylalanin.

Für die Bildung jedes Enzyms durch Proteinbiosynthese ist ein bestimmtes Gen verantwortlich. Die Abfolge der Umsetzungsschritte durch die substratspezifischen Enzyme entspricht der zugrundeliegenden Genwirkkette. Falls bei einem Gen ein Gendefekt vorliegt und das Enzym nicht synthetisiert werden kann, fällt der betreffende Stoffwechselschritt aus. Auch die daran anschließenden biochemischen Umsetzungen können nicht stattfinden, da für sie das erforderliche Substrat nicht bereitgestellt wird. Einigen Erbkrankheiten des Stoffwechsels liegen solche Gendefekte zugrunde, bei denen die von den Enzymen bewerkstelligten biochemischen Umsetzungen infolge eines Gendefekts nicht möglich sind. Bekannte Beispiele sind die Phenylketonurie und die Bluterkrankheit. Wenn ein Gen durch Vorschaltung vor ein anderes Gen dessen Wirksamkeit beeinflussen kann, bezeichnet man das als Epistase.